# Architecten-Ball-Tänze
Architecten-Ball-Tänze ist ein Walzer von Johann Strauss (Sohn) (op. 36). Das Werk wurde möglicherweise am 27. Januar 1847 im Zum Goldenen Strauß in der Wiener Josefstadt erstmals aufgeführt.